# 志賀須香村
志賀須香村（しかすかむら）は、かつて愛知県碧海郡にあった村である。
現在の岡崎市西部（東牧内町・上佐々木町・下佐々木町など）、及び安城市南東部（河野町など）に該当する。

## 歴史
- 1891年（明治24年）8月8日 - 藤野村の一部（東牧内・上佐々木・下佐々木・河野）が分立し、志賀須香村が発足。
- 1906年（明治39年）5月1日 - 中郷村、本郷村、渡村、長瀬村、志貴村と合併し、矢作町発足。同日志賀須香村は廃止。
- 1960年（昭和35年）1月1日 - 岡崎市と安城市とで境界が変更され、旧・志賀須香村の一部（河野）が安城市へ編入される。